# Titi Essomba
 René William „Titi“ Essomba (* 23. Mai 1986 in Yaoundé) ist ein kamerunischer Fußballspieler.

## Karriere
Essombas spielte bis Ende 2005 in Kamerun für Aigle Royal Menoua, den Ouragan FC und FS d’Akonolinga. Anschließend war der Stürmer einige Jahre in Finnland aktiv und spielte für Rovaniemi PS in der dortigen höchsten Spielklasse, der Veikkausliiga, außerdem für Tervait Oulu, AC Oulu und Oulun Palloseura. 2009 wechselte er nach Kasachstan und spielte für den FK Taras und anschließend bei FK Aqtöbe. 2012 wechselte er innerhalb der Premjer-Liga zu Irtysch Pawlodar und ein Jahr später erneut zum FK Taras. Seit 2014 ist er wieder in Finnland aktiv und spielt momentan für den Drittligisten Oulun Työväen Palloilijat.